# 다산별빛초등학교
다산별빛초등학교(茶山별빛初等學校)는 대한민국 경기도 남양주시에 있는 공립 초등학교이다.

## 연혁
- 2021년 9월 1일 : 개교